# Saint-Julien-du-Sault
Saint-Julien-du-Sault è un comune francese di 2 410 abitanti situato nel dipartimento della Yonne nella regione della Borgogna-Franca Contea. Gli abitanti si chiamano saltusians.

## Società

### Evoluzione demografica
Abitanti censiti